# جيرار كراوزيك
جيرار كراوزيك (بالفرنسية: Gérard Krawczyk)‏ هو كاتب سيناريو ومخرج وممثل فرنسي، ولد في 17 مايو 1953 في باريس في فرنسا.

## أعمال

### أفلام
- (2000) تاكسي 2
- (2007) تاكسي 4

## وصلات خارجية
- جيرار كراوزيك على موقع IMDb (الإنجليزية)
- جيرار كراوزيك على موقع ألو سيني (الفرنسية)
- جيرار كراوزيك على موقع أول موفي (الإنجليزية)
- جيرار كراوزيك على موقع قاعدة بيانات الأفلام السويدية (السويدية)
- جيرار كراوزيك على موقع قاعدة بيانات الفيلم (الإنجليزية)
- جيرار كراوزيك على موقع كينوبويسك (الروسية)